# دينيس فورست
دينيس فورست هو ممثل كندي، ولد في 5 سبتمبر 1960 في كندا، وتوفي في 18 مارس 2002 بلوس أنجلوس في الولايات المتحدة بسبب سكتة.

## أعمال

### أفلام
- (1993) نهاية مشوقة[1][2][3]
- (1994) القناع[4]
- (1996) ماحي[5]

## وصلات خارجية
- دينيس فورست على موقع IMDb (الإنجليزية)
- دينيس فورست على موقع أول موفي (الإنجليزية)
- دينيس فورست على موقع قاعدة بيانات الأفلام السويدية (السويدية)
- دينيس فورست على موقع قاعدة بيانات الفيلم (الإنجليزية)
- دينيس فورست على موقع كينوبويسك (الروسية)